# Frans Groot
Frans Groot (Hilversum, 3 november 1970) is een voormalig Nederlands honkballer en honkbalcoach.

## Honkbal in Nederland
Groot, een rechtshandige werper, begon als negenjarige met honkbal bij de vereniging Thamen in Uithoorn. In 1989 behaalde hij met het juniorenteam van die vereniging het Nederlands Kampioenschap van de Interregionale Jeugd tussen de 16 en 21 jaar. Hij werd daarna geselecteerd voor het Nederlands team. Tot 1989 bleef hij spelen voor zijn vereniging in Uithoorn maar toen die niet wist te promoveren naar de eerste klasse, koos hij er voor om uit te komen voor HCAW in Bussum, dat in de hoofdklasse uitkwam. Hier speelde hij de seizoenen 1990 en 1991. In het laatste jaar werd hij door de Koninklijke Nederlandse Baseball en Softball Bond uitgeroepen tot Meest Waardevolle Speler en Beste Werper van de Nederlandse competitie.

## Nederlands team
In 1990 speelde Groot met het Nederlands team tijdens de Wereldkampioenschappen in Edmonton in Canada. In de wedstrijd tegen Italië gooide hij een imponerende tienmaal drie slag en kwam mede hierdoor in de aandacht van Amerikaanse scouts. Hij kreeg een aanbieding om uit te komen met een volledig betaalde studiebeurs voor het team van de Universiteit van Miami maar koos uiteindelijk in de zomer van 1991 voor een profcontract bij de Los Angeles Dodgers. In 1991 won hij met het Nederlands team nog zilver tijdens de Europese kampioenschappen van dat jaar.

## Play-offs en Amerikaanse carrière
Groot besloot zijn seizoen bij HCAW af te maken en wilde meedoen in de play-offs voor het landskampioenschap. Tijdens deze wedstrijdenreeks liep hij een schouderblessure op. Snel daarna diende hij zich te melden bij de Dodgers en gooide, hoewel nog niet hersteld, een goede wedstrijd tegen de Tokyo Giants, maar daarna was zijn schouder echt zwaar geblesseerd. In 1992 speelde hij een seizoen bij een farmteam van de Dodgers in Montana, wat lukte, maar de schouder bleef een zwak punt. In het najaar volgde een schouderoperatie. In 1993 maakte hij bij de Dodgers de Extended Spring training mee. In het najaar van 1993 volgde een schouderoperatie in Los Angeles en revalideerde Groot samen met Magic Johnson zes maanden in een kliniek in San Diego. In 1994 kwam hij uit in de Spring training van de Dodgers en speelde een seizoen in de Florida State League. In 1995 volgde nog een schouderoperatie en revalidatie en bleek uiteindelijk dat zijn loopbaan door de zich niet meer goed herstellende schouder voorbij was.

## Werkzaamheden
Na zijn profloopbaan als honkballer keerde Groot terug naar Nederland waar hij in 1996 assistentcoach was van HCAW onder leiding van Craig McGinnis. Hierna begeleidde hij als werperscoach de jonge werpers van het Nederlands AA-team. Tevens was hij van 2009 tot en met 2011 de werperscoach voor het eerste team van zijn oude vereniging HCAW in Bussum. Groot is werkzaam als marketingmanager.

## Persoonlijke informatie
Groot is de broer van Nederlands acteur Paul Groot. 